# Liste der Bodendenkmale in Lutzhorn
In der Liste der Bodendenkmale in Lutzhorn sind die Bodendenkmale der Gemeinde Lutzhorn nach dem Stand der Bodendenkmalliste des Archäologischen Landesamts Schleswig-Holstein von 2016 aufgelistet. Die Baudenkmale sind in der Liste der Kulturdenkmale in Lutzhorn aufgeführt.
| Denkmal-ID           | Befundart           | Bezeichnung             | Zeitstellung                 | Lage | Bemerkungen | Bild |
| -------------------- | ------------------- | ----------------------- | ---------------------------- | ---- | ----------- | ---- |
| aKD-ALSH-Nr. 002 441 | Grabmal > Grabhügel | Grabhügel „Wahrensberg“ | Vor- und/oder Frühgeschichte |      |             |      |